# Volodymyr (město)
Volodymyr (ukrajinsky Володимир; polsky Włodzimierz; v letech 1911–1922 a 1944–2021 Volodymyr-Volynskyj, ukrajinsky Володимир-Волинський), známý také jako Vladimir nebo Vladiměř, je jedno z nejstarších měst na Ukrajině. Leží na severozápadě země ve Volyňské oblasti, necelých 15 km od hranice s Polskem. Prochází tudy železniční trať Kovel–Lvov s nákladní odbočkou do polského Hrubieszowa. Žije zde přibližně 38 tisíc obyvatel.
První zmínka o městě se nachází v Povesti vremennych let a váže se k roku 988, kdy kyjevský kníže Vladimír I. svěřil správu města a okolí svému synovi Vsevolodovi. Ve 13. století se město stalo centrem haličsko-volyňského knížectví. Z názvu města byl odvozen název pozdější habsburské korunní země Haličsko-vladiměřského království.